# The Salvation Hunters
The Salvation Hunters is een Amerikaanse dramafilm uit 1925 onder regie van Josef von Sternberg.

## Verhaal
Een jongen leert een meisje kennen dat gewend is aan het harde leven aan de rivier. Haar ouders kwamen om door het baggerschip waar ze op woont. De jongen overtuigt haar om samen naar de stad te gaan. Daar krijgt ze onderdak bij een bruut, die een oogje heeft op haar. De jongen is een laffe mislukkeling, maar hij wordt aldoor uitgedaagd om voor het meisje op te komen.

## Rolverdeling
| Acteur           | Personage  |
| ---------------- | ---------- |
| George K. Arthur | De jongen  |
| Georgia Hale     | Het meisje |
| Bruce Guerin     | Het kind   |
| Otto Matieson    | De man     |
| Nellie Bly Baker | De vrouw   |
| Olaf Hytten      | De bruut   |
| Stuart Holmes    | De heer    |